# راسيل جونسون (لاعب كرة قاعدة)
راسيل جونسون (بالإنجليزية: Russ Johnson)‏ هو لاعب كرة قاعدة أمريكي، ولد في 22 فبراير 1973 في باتون روج في الولايات المتحدة.

## وصلات خارجية
- راسيل جونسون على موقع دوري كرة القاعدة الرئيسي (الإنجليزية)
- راسيل جونسون على موقعبيزبول رفرنس.كوم (الدوري الرئيسي) (الإنجليزية)
- راسيل جونسون على موقع إي إس بي إن.كوم (أم.أل.بي) (الإنجليزية)
- راسيل جونسون على موقع مشجعي الرسوم البيانية (الإنجليزية)